# 万丰奥特
万丰奥特控股集团是中華人民共和國一家機動車零配件企業，总部位於浙江新昌县。1994年10月，陈爱莲創辦万丰铝轮厂，該廠為万丰奥特的前身。万丰奥特旗下有浙江万丰奥威汽轮股份有限公司等子公司。2006年11月，集团控股的万丰奥威汽车股份公司（深交所：002085）在深圳交易所挂牌上市。

## 上海万丰客车制造公司
上海万丰客车制造有限公司是万丰奥特集团投资兴建的专门从事皮卡生產的企业。上海万丰成立於2000年6月正式成立，位於上海浦东合庆工业开发区。2005年，上海万丰销量急剧下降。同年底，上海万丰半停产。2006年3月开始全线停产。

## 外部連結
- 官方网站